# Calamotropha toonderi
Calamotropha toonderi là một loài bướm đêm trong họ Crambidae.